# Arturo Márquez Navarro
Jesús Arturo Márquez Navarro (Álamos, Sonora, 20 de desembre de 1950) és un compositor mexicà, reconegut per utilitzar formes i estils musicals mexicans i incorporar-los en les seves composicions. Va ser guardonat el 2009 amb el Premi Nacional de Belles Arts de Mèxic.

## Biografia
Fill d'Aurora Navarro i d'Arturo Márquez, és el més gran de nou germans i l'únic dedicat a la música. Les seves primeres lliçons van ser escoltant les músiques tradicionals: valsos, polques i xotis.
La seva família es va traslladar a Los Angeles, Califòrnia, el 1962. Tres anys més tard, als 16, va començar a estudiar violí, tuba, trombó i piano, amb el que comencen les seves primeres composicions amb un acompanyament d'harmonia intuïtiu.1 Als 17 anys torna a Navojoa deixant la seva família a Califòrnia. Entre 1969 i 1970 va dirigir la Banda Municipal de Navojoa, Sonora; de 1970 a 1975 va estudiar piano amb Carlos Barajas i José Luis Arcaraz en el Conservatori Nacional de Mèxic. Al 1976 va ingressar al taller de Composició de l'Institut Nacional de Belles Arts i va estudiar amb Joaquín Gutiérrez Heras, Héctor Quintanar, Federico Ibarra i Raúl Pavón; el 1980, en concloure aquest taller, el govern de França li va atorgar una beca de perfeccionament a París, amb Jacques Castérède, per dos anys, on realitza les composicions de Moyolhuica i Enigma, a la Cité des Arts.
Treballa en el Centre Nacional d'Investigació, Documentació i Informació Musical Carlos Chávez (CENIDIM) del Institut Nacional de Belles Arts (INBA) a Mèxic, com a investigador i director d'agrupacions de música popular.

## Obra

### Cronologia musical
| - 1983 - Mutismo per a dos pianos - 1985 - Concierto interdisciplinari amb músics y fotògrafs - 1987- Segon lloc del Concurso Nacional de Composición Felipe Villanueva - 1988-1990 - En Clave per a piano - 1990-1992 - Composición de Tierra, La Nao y Cristal del Tiempo, Danzón - 1992 - Son a Tamayo per arpa y percussions - 1993 - Paisajes Bajo el Signo de Cosmos, Homenaje a Gismonti - 1994 - Danzón 2, Danzón 3 - 1994 - Soundtrack de la película Dos crímenes - 1995 - Zarabandeo - 1996 - Danzón 4, Octeto Malandro, Danza de Mediodía - 1997- Danzón 5 (Portales de Madrugada) para cuarteto de saxofones - 1998 - Máscaras (Máscara Flor, Máscara Son, La Pasión según San Juan de Letrán, La Pasión según Marcos - 2000 - Espejos en la arena (Son de tierra candente, Lluvia en la arena, Polca derecha-izquierda) - 2001 - Danzón 6 (Puerto Calvario), Danzón 7 | - 2004 - Danzón 8 - 2005 - Conga del Fuego Nuevo - 2006 - La Cantata los Sueños, De Juárez a Maximiliano, Torreón 100 Años - 2008 - Marchas de duelo y de ira (Encàrrec de la UNAM pel 40 aniversari de la Matanza Estudiantil de Tlatelolco) - 2009 - Rapsodia Tlaxcalteca - 2010 - Leyenda de Miliano - 2010 - Goyas (Encàrrec de la UNAM pel 100 anys de la fundació de la Universitat Nacional de Mèxic) - 2012 - Danzón 7 (Reestreno) - 2013 - Alas (a Malala) (dedicada a la què posteriorment va ser guanyadora del Premi Nobel de la Pau 2014, Malala Yousafzai) - 2014 - Tiempos Floridos (Encàrrec de la UNAM pel 85 anys de autonomia) - 2017 - De la Mora a las Raíces (Encàrrec de la UAEMex pel seu 60 aniversari) |

### Discografia
- Noche de luna. Orquesta Sinfónica de Quintana Roo, Mèxic, sense data.
- Canto claro. Coro de Cámara de Bellas Artes, INBA-SACM, Mèxic, senbse data.
- Ron-do. Cuarteto Latinoamericano. Musart -CIMM -INBA. Mèxic, sense data.
- Peiwoh. Lidia Tamayo (arpa). EMI Capitol - CIMM. Colección Hispano - Mexicana de Música Contemporánea. Mèxic, 1987.
- Moyolhuica. Danilo Lozano (flauta). INBA - SACM - CNCA. Mèxic, 1993.
- Danzón no. 2. Música Sinfónica Mexicana - Urtext. Mèxic, 1996.